# Mediglia
Mediglia (Medija in dialetto milanese, AFI: /me'dija/) è un comune italiano sparso di 12 308 abitanti della città metropolitana di Milano in Lombardia. La sede comunale si trova nella località di Triginto.

## Storia
Mediglia è una località rurale di antica origine. Anticamente comprendeva le sole frazioni di Melegnanello e Triginto.
In età napoleonica (1809) furono aggregati a Mediglia i comuni di Colturano e Robbiano, e due anni dopo anche i comuni di Bustighera, Canobbio, Gavazzo, Mercugnano e Vigliano. Tutti i centri recuperarono l'autonomia con la costituzione del Regno Lombardo-Veneto (1816).
Robbiano fu aggregata definitivamente nel 1841, Bustighera e Mercugnano (che nel 1841 aveva a sua volta aggregato Canobbio, Gavazzo e Vigliano) nel 1869.
Il paese si caratterizza per una pletora di parrocchie, ben cinque di cui tre storiche, per poco più di diecimila abitanti. Sull’attuale territorio municipale insistevano prima di Napoleone ben sette comuni.

### Simboli
Lo stemma e il gonfalone sono stati concessi con decreto del presidente della Repubblica del 20 dicembre 1973.
La mitra nello stemma ricorda la storica presenza sul territorio di questo comune e nelle zone circostanti, di numerose chiese e di terre di proprietà di ordini religiosi di Milano.
Il gonfalone è un drappo di azzurro al palo di bianco.

## Monumenti e luoghi d'interesse
- Chiesa di Santo Stefano Protomartire
- Chiesa di Santa Maria Assunta
- Chiesa di San Martino Vescovo

## Società

### Evoluzione demografica
- 441 nel 1751
- 618 nel 1805
- 1 200 dopo annessione di Colturano e Robbiano nel 1809
- 2 153 dopo annessione di Bustighera, Canobbio, Gavazzo, Mercugnano e Vigliano nel 1811
- 1 157 con Robbiano nel 1853
- 1 258 nel 1861
- 2 846 nel 1871 dopo annessione di Bustighera e Mercugnano nel 1869

Abitanti censiti

### Etnie e minoranze straniere
Al 31 dicembre 2020 gli immigrati residenti nel comune di Mediglia sono 1 464 e costituiscono l'11,98% della popolazione totale. Tra le nazionalità più rappresentate troviamo:
1. Romania, 341 2,79%
2. Egitto, 138 1,13%
3. Filippine, 116 0,95%
4. Ecuador, 96 0,79%
5. Perù, 93 0,76%
6. Marocco, 65 0,53%
7. Ucraina, 59 0,48%
8. Senegal, 59 0,48%
9. Bulgaria, 49 0,40%
10. Cina, 47 0,38%

## Geografia antropica
Secondo l'ISTAT, il territorio comunale comprende i centri abitati di Bustighera, Mediglia, Mombretto, Robbiano, San Martino Olearo, Triginto e Vigliano-Bettolino, e i nuclei abitati di Bruzzano, Caluzzano, Maiocca, Molinazzo, Pizzo, Quattro Strade e Villazurli.

## Amministrazione
| Periodo | Periodo   | Primo cittadino       | Partito                 | Carica                  |
| ------- | --------- | --------------------- | ----------------------- | ----------------------- |
| 1945    | 1946      | Giuseppe Baietta      | C.N.L.                  | Sindaco                 |
| 1946    |           | Pietro Bianchi        | C.N.L.                  | Sindaco                 |
| 1946    | 1949      | Marcello Castellazzi  | PCI                     | Sindaco                 |
| 1949    | 1952      | Francesco Lombardi    | PSI                     | Vicesindaco f.f.        |
| 1952    | 1956      | Santo Lodola          | PCI                     | Sindaco                 |
| 1956    | 1964      | Luigi Curti           | PCI                     | Sindaco                 |
| 1964    | 1970      | Alessio Lamprati      | PCI                     | Sindaco                 |
| 1970    | 1985      | Enrico Mondani        | PCI                     | Sindaco                 |
| 1985    | 1986      | Roberto Giudice       | PCI                     | Sindaco                 |
| 1986    | 1988      | Pietro Caremi         | PCI                     | Sindaco                 |
| 1988    | 1993      | Graziano Giovanelli   | PCI/PDS                 | Sindaco                 |
| 1993    |           | Antonio Arrigoni      | DC                      | Sindaco                 |
| 1994    |           | Maria Carmela Nuzzi   |                         | Commissario prefettizio |
| 1994    |           | Alberto Vigo          | Polo per Mediglia       | Sindaco                 |
| 1994    |           | Maria Carmela Nuzzi   |                         | Commissario prefettizio |
| 1994    | 1996      | Nunzia Dimichino      | PDS                     | Sindaco                 |
| 1996    |           | Alberto Ardia         |                         | Commissario prefettizio |
| 1996    | 2001      | Cesare Loris Mannucci | Polo per Mediglia       | Sindaco                 |
| 2001    | 2006      | Carla Andena          | Lista civica            | Sindaco                 |
| 2006    | 2011      | Carla Andena          | Lista civica            | Sindaco                 |
| 2011    | 2016      | Paolo Bianchi         | Il Popolo della Libertà | Sindaco                 |
| 2016    | 2021      | Paolo Bianchi         | Lista civica            | Sindaco                 |
| 2021    | in carica | Giovanni Fabiano      | Lista civica            | Sindaco                 |